# Livets eliksir
Livets eliksir (ordet eliksir er fra arabisk: الإكسير - al-'iksīr) eller livseliksir, også kendt som udødelighedens eliksir og undertiden sidestillet med de vises sten, er en mytisk trylledrik der ved indtagelse fra et bestemt bæger og på et bestemt tidspunkt, efter sigende skænker drikkeren evigt liv og/eller evig ungdom. Denne eliksir siges også at være i stand til at skabe liv. 
Beslægtet med myterne om Thoth og Hermes Trismegistos, hvoraf begge i adskillige fortællinger siges at have drukket af "de hvide dråber" (flydende guld) og dermed have opnået udødelighed, hvilket er nævnt i Nag Hammadi-teksterne.
Alkymisterne og forskellige kulturer har igennem tiderne søgt efter forskellige metoder på at skabe denne eliksir. 

## Historie

### Europa
Greven af St. Germain, en 1800-tals adelig af usikker herkomst og mystiske evner, havde angiveligt eliksiren og skulle være adskillige hundreder af år gammel. Mange europæiske opskrifter krævede at eliksiren skulle lagres i ure, for at forstærke effekten af udødelig på brugeren. Franskmanden Nicolas Flamel skulle angiveligt også have skabt eliksiren.

## I populærkultur
Livets eliksir har været en inspiration, plotpunkt, eller emne i kunstneriske værker inklusiv animation, tegneserier, film, musicals, bøger og spil. Som eksempler herpå er Doctor Who samt Harry Potter og de Vises Sten.